# Voetbal in Duitsland

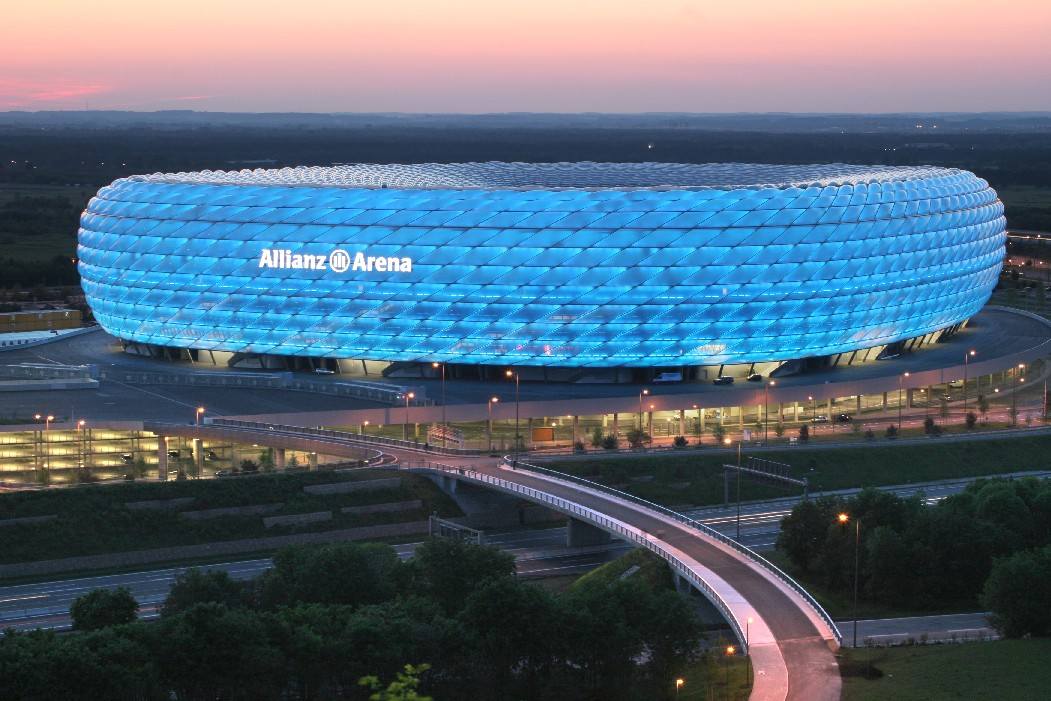
De Allianz Arena in München, gaststad op het WK 2006.

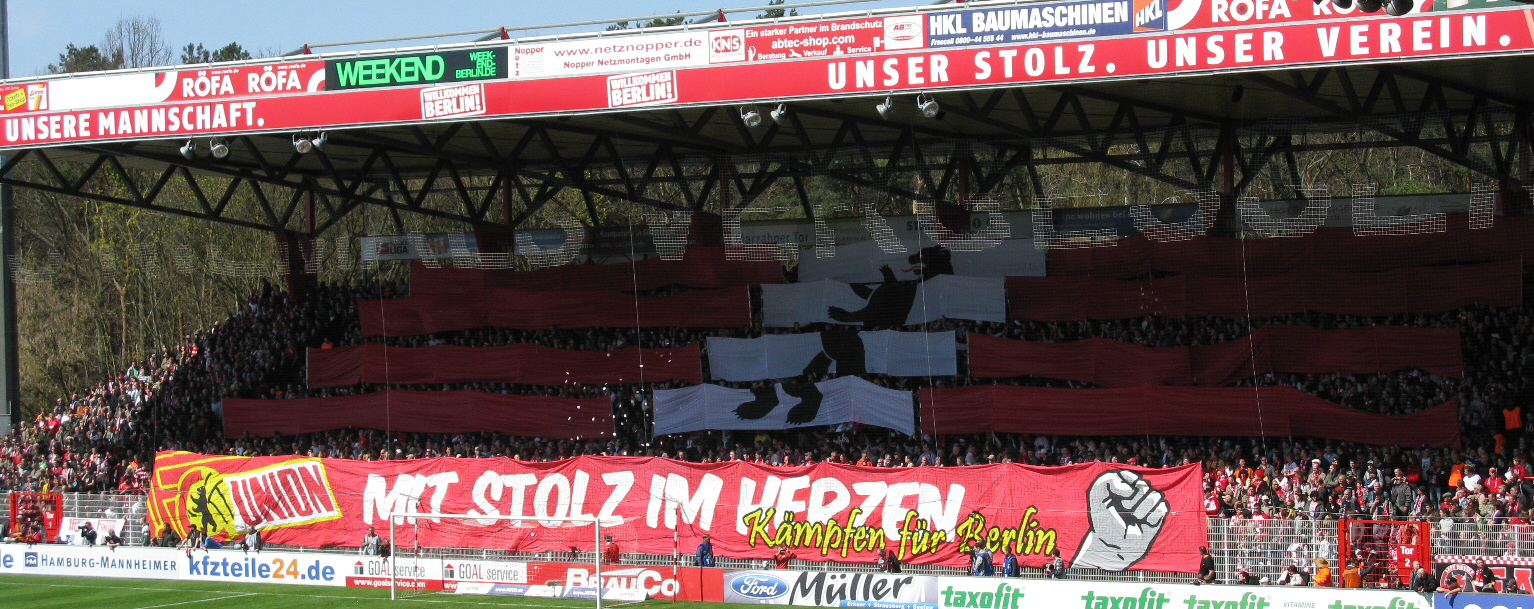
Supporters van de club 1. FC Union Berlin.

Voetbal is een nationale sport in Duitsland. De Duitse voetbalbond (DFB) is het overkoepelende sportortgaan en telt 6,6 miljoen leden verdeeld over ongeveer 26.000 clubs. De competitie is verdeeld in meerdere klassen waarvan de Bundesliga de hoogste is. De winnaar wordt gekroond tot Duits landskampioen. Naast de reguliere competitie zijn er nog enkele bekercompetities waarvan de DFB-Pokal en de supercup de belangrijkste zijn.
Op internationaal niveau behoort het Duitse voetbal tot de beste ter wereld. Het nationale elftal won vier WK's (1954, 1974, 1990 en 2014) en ook drie EK's (1972, 1980 en 1996), wat een record is. Het vrouwenelftal won twee WK's (2003, 2007) en een recordaantal van acht EK's (1989, 1991, 1995, 1997, 2001, 2005, 2009, 2013). Duitsland is het enige land dat zowel bij de mannen als de vrouwen zowel het EK als het WK won. Duitsland was gastland voor het WK 1974, EK 1988, WK 2006, EK voor vrouwen 1989, EK voor vrouwen 1995, EK voor vrouwen 2001 en het WK voor vrouwen 2011.

## Geschiedenis

### Beginjaren
Ongeveer tien jaar na de oprichting van de Football Association in 1863 kreeg het voetbal ook voet aan wal in het Duitse keizerrijk. Sport beoefenen was in die tijd een privilege voor de welgestelden. In deze tijd was turnen en gymnastiek het populairst. Voetbal werd als een Engelse ziekte beschouwd en op vele plaatsen zelfs verboden.
In maart 1874 werd in Dresden de eerste voetbalclub opgericht, Dresden English Football Club. Men trof zich vaak op zaterdagen aan de ingang van de Großer Garten in de buurt van het huidige Stadion Dresden. In de loop van de jaren 1880 kwam het voetbal steeds meer in opmars en werden in Hamburg, Berlijn en Karlsruhe ook al clubs opgericht. Berlijn was in deze tijd het voetbalcentrum voor Duitsland. In 1888 werd BFC Germania 1888 opgericht in Tempelhof, het is de oudste nog bestaande club in Duitsland. SC Germania 1887 Hamburg werd een jaar eerder opgericht, maar ging in 1919 op in Hamburger SV. De eerste voetbalbond Bund Deutscher Fußballspieler werd in 1890 opgericht in Berlijn en in 1893 volgde de Süddeutsche Fußball-Union in het zuiden van Duitsland. Het kwam bijna tot een fusie tussen beide bonden, maar omdat ze het niet eens werden over de hoofdzetel sprong de fusie af.
Tussen 1898 en 1901 organiseerde Walther Bensemann zeven wedstrijden van Duits spelers tegen Engelse en Franse teams die bestempeld kunnen worden als de eerste interlands. Echter omdat er nog geen overkoepelende organisatie bestond worden zij niet officieel als interlands erkend. Op 28 januari 1900 werd in Leipzig de Duitse voetbalbond (DFB) opgericht door 86 clubs. Kleinere regionale bonden sloten zich de volgende jaren aan bij de DFB.

### Competitievoetbal
In 1891 werd het eerste kampioenschap in Berlijn opgezet. Twee jaar later volgde ook Zuid-Duitsland voor één jaar en in 1895 Hamburg en de volgende jaren begonnen overal in het land competities te komen. Het zou echter tot 1963 vooraleer er een landelijke competitie kwam naar model zoals praktisch alle landen er één hadden. In 1903 werd voor het eerst een eindronde gespeeld om de landstitel. Kampioenen van de regionale bonden mochten hier aantreden, alsook de Boheemse club Deutscher FC Praag, dat eigenlijk in Oostenrijk-Hongarije speelde, maar als lid van de Duitstalige bond toch aan de competitie mocht deelnemen. VfB Leipzig won de finale van DFC Praag met 7-2 en werd zo de eerste kampioen. In de begindagen domineerden clubs als Duisburger SpV, Freiburger FC, Karlsruher FC Phönix, Karlsruher FV, Holstein Kiel en de Berlijnse clubs BTuFC Union 1892, BTuFC Viktoria 1889 en BTuFC Britannia 1892 de competitie. Van deze teams speelt enkel Holstein Kiel nog op een enigszins respectabel niveau. In 1914 en na de Eerste Wereldoorlog namen de Zuid-Duitse clubs SpVgg Fürth en 1. FC Nürnberg, de Noord-Duitse fusieclub HSV en de Berlijnse club Hertha BSC de macht over. Het competitievoetbal was zo versplinterd dat er rond de 650 clubs in de hoogste klasse speelden. De grootste Duitse steden Berlijn, Hamburg, Breslau, Leipzig en Koningsbergen hadden zelfs een stadscompetitie.
In 1933 kwam de NSDAP aan de macht in Duitsland. Zij hervormden de competitie grondig en ontbonden alle voetbalbonden en schaften alle competities af. Enkel de Gauliga Berlin-Brandenburg bestond ongeveer uit hetzelfde aantal clubs als de Brandenburgse competitie van voorheen. Er kwamen 16 Gauliga's met in totaal 178 clubs, nog steeds veel maar al bijna 500 minder als het jaar voorheen. Bovendien werden rivaliserende organisaties zoals de Arbeiter-Turn- und Sportbund, die een eigen competitie organiseerde, verboden. Tijdens de Tweede Wereldoorlog werden de Gauliga's verder opgesplitst. FC Schalke 04 dat pas vanaf 1926 in de hoogste klasse speelde werd de nieuwe topclub en won zes landstitels. In 1941 werd SK Rapid Wien als Oostenrijkse club Duits landskampioen en aan het einde van de oorlog zwaaide Dresdner SC de plak. De oostgebieden van Duitsland werden afgestaan aan Polen en Rusland. De clubs uit deze gebieden werden in de nationale eindrondes telkens overklast door de andere grote clubs en konden geen prijzen winnen. Enkele regionaal succesvolle clubs waren Stettiner SC, SV Viktoria 09 Stolp, VfB Königsberg, SC Preußen 09 Danzig, Hindenburg Allenstein, Vorwärts-RaSpo Gleiwitz, Beuthener SuSV 09 en Breslauer SC 08. Al deze clubs werden ontbonden en zouden nooit meer het levenslicht zien.
Na de oorlog werden de Gauliga's ontbonden. De Oberliga werd geboren en de Oberliga Süd en Oberliga Südwest gingen van start in het zuiden van het land. In het noorden en het westen werd eerst teruggegrepen naar de competitiemodellen van voor 1933, maar ook daar kwam in 1947 een Oberliga Nord en Oberliga West. Doordat het land in vier bezettingszones opgedeeld werd was er ook een Oberliga Berlin. In de Sovjetzone, de latere DDR kwam er in 1947 de DDR-Oberliga. In 1950 gingen de Oost-Berlijnse clubs hier ook in spelen. Dit zou het begin van het einde betekenen van de topclub SC Union 06 Oberschöneweide. De kampioenen en vaak ook vicekampioenen van de Oberliga speelden om de landstitel in de eindronde. Er was in deze periode geen dominante ploeg. De zestien kampioenschappen werden door elf verschillende clubs gewonnen.
In 1963 werd in West-Duitsland de Bundesliga ingevoerd en zo had het land eindelijk één competitie zoals alle landen van Europa. De beste teams uit de Oberliga mochten aantreden in de Bundesliga, met de clausule dat slechts één club per stad mocht deelnemen in het aanvangsjaar. Dit betekende dat TSV 1860 München en niet FC Bayern München in de Bundesliga mocht aantreden. Bayern zou pas twee jaar later promoveren om er dan nooit meer weg te gaan. Op dat moment was dat niet zo een wereldschokkend nieuws daar Bayern slechts een bijrol gespeeld had in het Duitse voetbal tot dusver en al wel een subtopper was maar nog niet de successen kenden van de andere Beierse clubs Nürnberg en Fürth. Van 1969 tot 1977 werden de titels verdeeld tussen Bayern München en Borussia Mönchengladbach. Bayern zou hierna een constante worden en de Rekordmeister van het Duitse voetbal worden. Van 1969 tot nu zaten er nooit meer dan drie seizoenen tussen een landstitel.
In Oost-Duitsland zag het voetbal er heel anders uit. De clubs van weleer werden na verloop van tijd allemaal verboden en er kwamen overal nieuwe clubs. Een aantal clubs zou later het levenslicht terug zien maar een groot deel ging voor altijd verloren. Vele voetbalclubs werden gedragen door een bedrijf en werden een Betriebssportgemeinschaft. In 1954 werden de sportclubs (SC) in het leven geroepen om de prestaties te bevorderen. Elk district kreeg één sportclub. In 1965 werd besloten dat voetbal de belangrijkste sport was en werd de FC in het leven geroepen. Tien clubs die de naam FC mochten dragen. De succesvolste clubs waren Dynamo Dresden, 1. FC Magdeburg en Berliner FC Dynamo.
Na de Duitse hereniging werden de Oost-Duitse clubs geïntegreerd in het Duitse voetbalsysteem. De meeste FC's bleven bestaan, maar de BSG's werden allemaal omgevormd en overal doken terug vooroorlogse namen op en werden clubs als VfB Leipzig en Dresdner SC weer heropgericht. VfB Leipzig nam de plaats van het ontbonden 1. FC Lokomotive Leipzig. Dynamo Dresden en FC Hansa Rostock begonnen in de Bundesliga en na twee jaar promoveerde ook VfB Leipzig. In steden als Magdeburg, Chemnitz, Dresden, Erfurt en Rostock zijn het de naoorlogse clubs die nu op hoger niveau spelen. Het niveau van de Oost-Duitse clubs was echter niet opgewassen tegen de West-Duitse en allemaal zakten ze vroeg of laat uit de Bundesliga. Rostock kon nog weleens terugkeren en ook Energie Cottbus kon promoveren, maar na 2009 bleef Oost-Duitsland een tijdlang afwezig op het hoogste niveau. Dat jaar werd in Leipzig de nieuwe club RB Leipzig opgericht door het Oostenrijkse Red Bull met de bedoeling om binnen afzienbare tijd in de Bundesliga te spelen en om op Europees niveau een rol te spelen, omdat dit bijna niet mogelijk is voor een Oostenrijkse club. Na vijf jaar was de club al opgeklommen tot de 2. Bundesliga. In 2016 werd de club vicekampioen achter SC Freiburg en zo speelt vanaf 2016 opnieuw een club uit het voormalige Oost-Duitsland in de Bundesliga. Al in het eerste jaar werd de club vicekampioen waardoor ze zich voor de Champions League plaatsten.

### Nationaal elftal
Op 5 april 1908 vond de eerste officiële interland van Duitsland plaats. Er werd in Basel gespeeld tegen buurland Zwitserland en ze verloren met 5-3. In de beginjaren was het Duitse elftal weinig succesvol en van de dertig wedstrijden die het land speelde voor de Eerste Wereldoorlog wonnen ze er slechts zes. Een van die zes overwinningen vond plaats op de Olympische Spelen van 1912 in Stockholm. Rusland kreeg zestien goals om de oren. Voor Duitsland is het tot op heden de grootste overwinning ooit en voor Rusland de grootste nederlaag. Gottfried Fuchs scoorde tien keer, een record dat tot 2001 overeind bleef.
Op 27 juni 1920 werd in Zürich de eerste naoorlogse interland gespeeld tegen Zwitserland en werd met 4-1 verloren. De volgende jaren verloor het land ook meer dan het won. Op het WK 1934 trad het land voor het eerst in de schijnwerpers. Nadat België en Zweden verslagen werden verloren de Duitsers hun halve finale van Tsjechoslowakije. Tegen Oostenrijk kon wel nog de derde plaats veroverd worden. Vier jaar later volgde op het WK in Frankrijk een snelle uitschakeling tegen Zwitserland. Na de oorlog werd het nieuwe West-Duitsland in 1950 opgenomen in de FIFA, Oost-Duitsland volgde twee jaar later. De eerste naoorlogse interland van West-Duitsland vond plaats op 22 november 1950 tegen Zwitserland, deze keer won de Bondsrepubliek met 1-0. De DDR verging het minder goed op 21 september 1952 met een 0-3 nederlaag tegen Polen. Op het WK in 1954 had het land voor het eerst succes. Het leek het WK van de Hongaren te worden. Na een 9-0 overwinning op Zuid-Korea kregen de West-Duitsers ook een ferm pak rammel (8-3). De Turken telden evenveel punten en hadden een beter doelsaldo, maar dat telde niet. Er kwam een play-off die de Duitsers met 7-2 wonnen, waaronder een hattrick van Max Morlock. Na in de volgende rondes te winnen tegen Joegoslavië en Oostenrijk stonden de Mannschaft in de finale opnieuw tegenover het Hongarije van Ferenc Puskás. De magische Magyaren waren al 32 wedstrijden ongeslagen en na acht minuten stonden ze al 0-2 voor. Max Morlock maakte echter al snel de aansluitingstreffer en Helmut Rahn scoorde in de achttiende minuut de gelijkmaker. Hij scoorde in de 84ste minuut ook de winnende goal. De wedstrijd wordt herinnerd als het wonder van Bern.
Na een vierde plaats en een plaats bij de laatste acht brak er een gouden periode af voor het elftal. In 1970 won het elftal brons op het WK in Mexico. Twee jaar later werden ze Europees kampioen en nog eens twee jaar later in eigen land wereldkampioen. Een tweede Europese titel op rij werd verhinderd door de Tsjechoslowaken en het WK in Argentinië was een zware teleurstelling. Echter ging het hierna weer opwaarts met een nieuwe Europese titel. Op het WK 1982 en 1986 eindigde de club als vicekampioen, maar in 1990 werd het land al voor de derde keer wereldkampioen. Het Oost-Duitse voetbalelftal was verre van zo succesvol als de West-Duitse broers. Het land kon zich enkel in 1974, toen het WK in buurland georganiseerd werd, plaatsen en bereikte toen de tweede ronde. Voor het EK kwalificeerde het land zich nooit.
Het verenigde Duitsland werd in 1992 meteen Europees vicekampioen en won in 1996 het EK. In 2000 en 2004 ging het land er in de eerste ronde uit. Op het WK ging het dan weer beter. Na een tweede en twee derde plaatsen kon het land in 2014 voor de vierde keer de wereldtitel winnen.

## Duitse voetbalbond
De Duitse voetbalbond (DFB) werd op 28 januari 1900 opgericht in Leipzig in het restaurant Mariengarten. 86 clubs werden vertegenwoordigd en Ferdinand Hueppe van DFC Praag werd de eerste bondsvoorzitter. In 1904 werd de DFB lid van de wereldvoetbalbond FIFA en in 1954 van de UEFA. Met meer dan 6 miljoen leden in 26.000 clubs is de DFB de grootste overkoepelende sportorganisatie ter wereld.
In 1974 organiseerde de DFB het WK. Het was het eerste grote toernooi dat de bond mocht organiseren. Er werd 242 Duitse mark uitgegeven aan de bouw en verbouwing van de negen stadions.
Veertien jaar later werd ook het EK georganiseerd, waaraan acht landen deelnamen. Duitsland verloor in de halve finale van Nederland.
In 2006 organiseerde het land voor de tweede keer het WK, en dit van 9 juni tot 9 juli. Twaalf gaststeden verdeeld over het land bouwden of verbouwden nieuwe stadions. Enkel in Leipzig was er geen grote voetbalclub meer aanwezig zodat het Zentralstadion na het WK meestal leeg stond. Vanaf 2010 speelt nieuwe club RB Leipzig in het stadion met de bedoeling na enkele jaren in de hoogste klasse uit te komen. Het WK was op dat moment naar kijkcijfersaantallen het tweede meest bekeken sportevenement ter wereld.

## Europees voetbal
De beste Duitse clubs kwalificeren zich jaarlijks voor de Champions League (tot 1992 Europacup I). Tot 1999 was er ook de Europacup II, de zogenaamde beker der bekerwinnaars. Duitse teams zijn doorgaans succesvol in Europa. Na de eerste overwinning van Borussia Dortmund in 1966 wonnen nog acht andere Duitse teams een Europese beker. 1. FC Magdeburg is de enige Oost-Duitse club die een beker kon winnen. Hoewel de Oost-Duitse clubs na de hereniging snel wegzakten deden ze het op Europees niveau helemaal niet onaardig. Zo verloor 1. FC Lokomotive Leipzig in 1987 de finale van de Europacup II van Ajax Amsterdam.
| Verein                   | Champions League | Europacup II | UEFA Cup | UEFA Supercup | Wereldbeker |
| ------------------------ | ---------------- | ------------ | -------- | ------------- | ----------- |
| FC Bayern München        | 6                | 1            | 1        | 2             | 4           |
| Borussia Dortmund        | 1                | 1            | 0        | 0             | 1           |
| Hamburger SV             | 1                | 1            | 0        | 0             | 0           |
| Borussia Mönchengladbach | 0                | 0            | 2        | 0             | 0           |
| 1. FC Magdeburg          | 0                | 1            | 0        | 0             | 0           |
| Werder Bremen            | 0                | 1            | 0        | 0             | 0           |
| Bayer 04 Leverkusen      | 0                | 0            | 1        | 0             | 0           |
| FC Schalke 04            | 0                | 0            | 1        | 0             | 0           |
| Eintracht Frankfurt      | 0                | 0            | 1        | 0             | 0           |

## Stadions

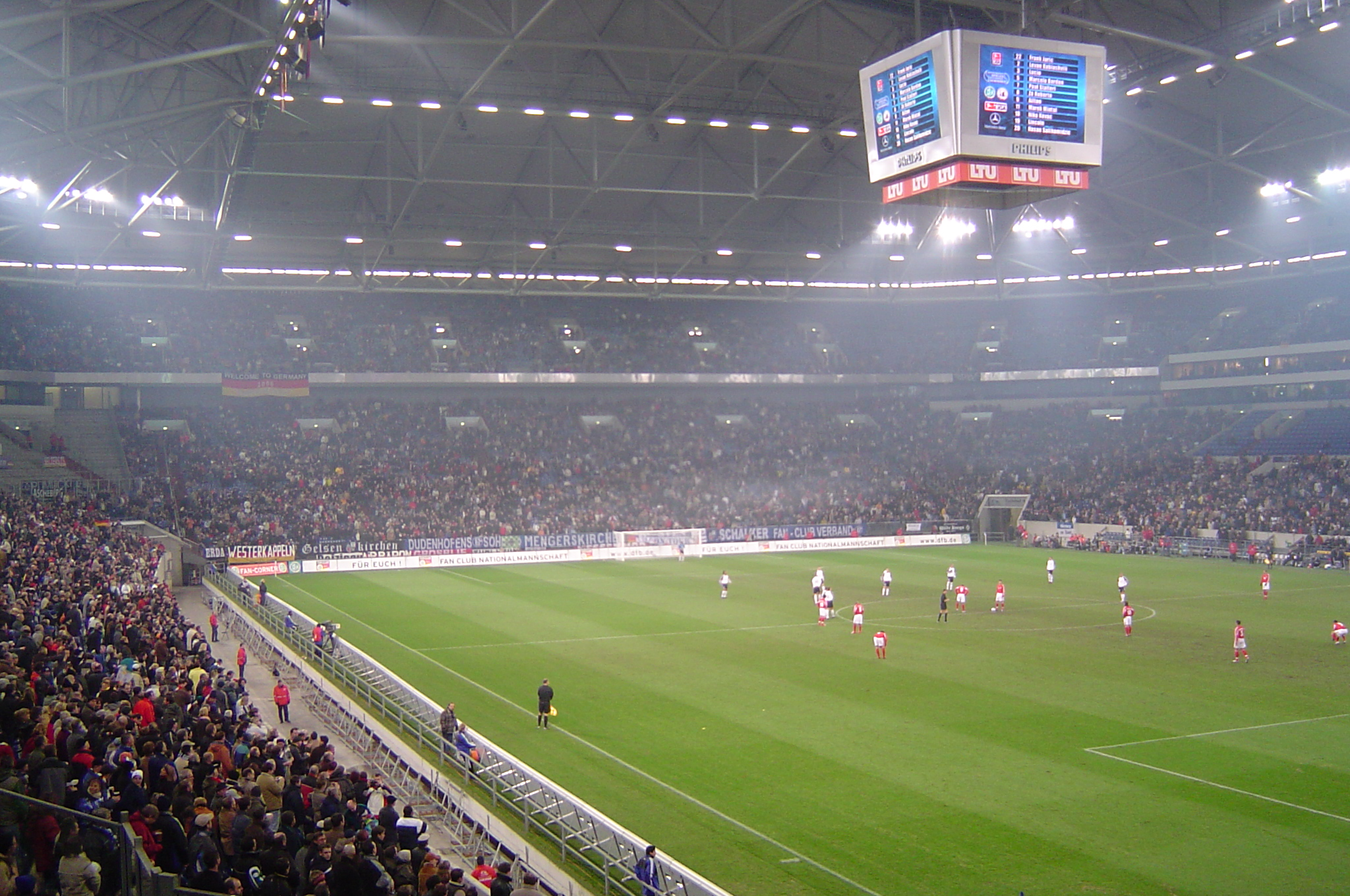
Veltins-Arena, Gelsenkirchen

Met plaats voor iets meer dan 80.000 toeschouwers is het Signal Iduna Park in Dortmund het grootste stadion van Duitsland, gevolgd door het Olympiastadion in Berlijn, dat plaats biedt aan 76.000 toeschouwers. De Allianz Arena in München heeft een capaciteit van iets meer dan 75.000.
De kwaliteit van de Duitse stadions is zeer goed. Maar liefst zes stadions zijn een vijfsterrenstadion en zijn daarmee gekwalificeerd om finales van Europese en wereldkampioenschappen te organiseren. De meeste stadions werden vanaf 2000, vaak ter voorbereiding van het WK in 2006, gebouwd of gemoderniseerd.
Door de strenge richtlijnen zijn ook de stadions van clubs uit de 2. Bundesliga vaak in goede staat. Hoewel er geen zitplaatsplicht is in Duitsland is het aantal staanplaatsen afgenomen. De ticketprijzen zijn in Duitsland beduidend lager dan in bijvoorbeeld Engeland of Italië.